# Das Modul
Das Modul was een populaire Duitse danceband uit de jaren 1990.

## Biografie
De producent Felix J. Gauder, onder andere bekend door E-Rotic, Novaspace en Blue Lagoon, en songwriter en arrangeur Olaf Roberto Rossi kwamen bij het napluizen van oude geluidsdragers de single Computerliebe tegen van Paso Doble, die in 1985 in de Duitse top 20 stond. Zo ontstond het idee om het nummer te coveren onder de projectnaam Das Modul. Met Yasemin Baysal en Dierk Schmidt werden vrij vlug twee karakters gevonden, die Das Modul in video's en liveoptredens vertegenwoordigden. Het management nam Andreas 'Bär' Läskers Bear Music Factory voor zijn rekening.
De single Computerliebe bereikte in het begin van 1995 de top 10 in Duitsland en Oostenrijk en de top 20 in Zwitserland. Het nummer werd 440.000 keer verkocht en met goud bekroond. Kleine Maus scoorde in de zomer van hetzelfde jaar ook een hoge hitpositie en werd 350.000 keer verkocht. De opvolger 1100101 slaagde in Duitsland slechts met een sprong in de top 20 en in Oostenrijk een top 40-klassering. De volgende singlepublicatie Frühlingsgefühle met Denise Hammeley als zangeres, waarvan de melodie aanleunde aan I Just Can't Wait van Mandy Smith, verscheen in april 1996 en scoorde in Duitsland, Oostenrijk en Zwitserland een top 30-klassering. Dit lukte Robby Roboter, de laatste in de hitlijst genoteerde single van het project, in augustus van het jaar slechts in Duitsland.
Nadat Yasemin Baysal Das Modul had verlaten, vervoegde zich Keren Mey als nieuwe zangeres bij het project. Na een tamelijk lange onderbreking verscheen in 1998 de nieuwe single Ich will, die net een hitnotering miste. In 2001 volgde de remake Computerliebe 7.1 onder de projectnaam Das Modul vs. E-Love.

## Discografie

### Singles
- 1995: Computerliebe
- 1995: Kleine Maus
- 1995: 1100101
- 1996: Frühlingsgefühle
- 1996: Robby Roboter
- 1996: Surfen
- 1998: Ich will
- 2001: Computerliebe 7.1 (vs. E-Love)

### Albums
- 1995: Musik mit Herz
- 1996: Urlaub auf der M. S. Dos